# Шарьинская ТЭЦ
Шарьинская ТЭЦ — тепловая электростанция (теплоэлектроцентраль), расположенная в посёлке Ветлужский городского округа Шарья Костромской области. Ранее входила в состав ПАО «ТГК-2», с 2014 года передана в муниципальную собственность. В качестве основного топлива использует каменный уголь. Является основным источником тепловой энергии Шарьи.

## История
Строительство Шарьинской ТЭЦ началось в 1962 году, пуск первого агрегата состоялся в 1965 году. Строилась ТЭЦ для обеспечения тепловой и электрической энергией предприятия деревообработки «Шарьядрев» (в настоящее время — ООО «Кроностар» и ООО «Лесопромышленный комплекс»), а в последующем и для теплофикации города Шарьи и посёлка Ветлужский.
В ходе реформы РАО ЕЭС России Шарьинская ТЭЦ вместе с Костромскими ТЭЦ-1 и ТЭЦ-2 вошла в состав Территориальной генерирующей компании № 2.
В связи с тем, что город Шарья не газифицирован, в качестве основного топлива ТЭЦ с момента ввода в эксплуатацию используется торф и дорогостоящий мазут. Вывод экономически не эффективной станции из эксплуатации затруднён по причине отсутствия замещающих источников тепловой энергии. ТГК-2 на протяжении нескольких лет безуспешно пыталась реализовать убыточную ТЭЦ, в 2014 году ТЭЦ и подключенные к ней магистральные и квартальные тепловые сети были безвозмездно переданы в собственность города. По решению Арбитражного суда администрация города обязана выплатить в пользу прежнего собственника 142 миллиона рублей за убытки, связанные с запретом на вывод ТЭЦ из эксплуатации.

## Современное положение
Шарьинская ТЭЦ функционирует синхронно с ЕЭС России в составе Костромской энергосистемы, которая, в свою очередь, входит в состав объединённой энергосистемы (ОЭС) Центра. Установленная электрическая мощность Шарьинской ТЭЦ на конец 2015 года — 21 МВт (или 0,6 % от общей мощности электростанций Костромской области), установленная тепловая мощность — 388 Гкал/час (в том числе 161 Гкал/ч с отборов турбин). Выработка электрической энергии в 2015 году составила 21,7 млн кВт⋅ч, полезный отпуск тепловой энергии — 132,9 тыс. Гкал. Расчётная тепловая нагрузка — 108,4 Гкал/ч.
Шарьинская ТЭЦ осуществляет комбинированную выработку тепловой и электрической энергии, поставляет тепловую энергию в систему централизованного теплоснабжения города Шарьи и посёлка Ветлужский.
Шарьинская ТЭЦ является паросиловой ТЭЦ с поперечными связями, с давлением свежего пара 35 атм. Основное оборудование станции включает:
- 6 паровых котлов:
  - 4 котла, работающих на торфе, типа ТП-35-39У и Т-35-40 единичной паропроизводительностью 35 т/ч 1964—1973 годов ввода в эксплуатацию;
  - 2 котла, работающих на мазуте, типа БКЗ-75-39 единичной паропроизводительностью 75 т/ч 1975—1976 годов ввода в эксплуатацию;
- 3 противодавленческие паровые турбины:
  - две типа ПР-6-35 мощностью 3 и 6 МВт 1965—1966 годов ввода в эксплуатацию;
  - одна типа Р-12-35/5 мощностью 12 МВт 1979 года ввода в эксплуатацию;
- 2 водогрейных котла типа КВГМ-100 единичной мощностью 100 Гкал/ч.

Один из водогрейных котлов КВГМ-100 и мазутные котлы БКЗ-75-39 находятся в длительном резерве и требуют работ по восстановлению.
Основное топливо станции — каменный уголь, завозимый в основном из разрезов Кузбасса, Хакасии, Казахстана, и топочный мазут (последний в том числе для подсветки и розжига торфа в топках). Шарьинская ТЭЦ является одной из наименее экономичных электростанций региона: удельный расход условного топлива на отпуск электрической энергии в 2015 году составил 532 г у.т. на  кВт⋅ч.
Рассматривают различные варианты реконструкции Шарьинской ТЭЦ, а также возможность вывода из эксплуатации со строительством небольших замещающих квартальных котельных на газе (при условии газификации города) или древесных отходах.